# Tribunal du travail (Luxembourg)
Pour les articles homonymes, voir Tribunal du travail.
Pour les autres articles nationaux ou selon les autres juridictions, voir Liste des juridictions du travail.
Le tribunal du travail traite les conflits liés à l'exécution ou la rupture du contrat de travail, aux contrats d'apprentissage, aux régimes complémentaires de pension et à l'assurance insolvabilité.

## Organisation
Chaque justice de paix dispose d'un tribunal du travail. La juridiction compétente sur une affaire est celle où se situe le lieu du travail ou, si le lieu de travail s'étend sur plusieurs juridictions, le lieu de travail principal ou, si le lieu de travail couvre tout le pays, c'est le tribunal de travail de Luxembourg qui est compétent. Dans le cas où le dossier concerne plusieurs pays, y compris en dehors de l'Union européenne, diverses conventions règlent le cas de la juridiction compétente.
Le tribunal du travail est composé : d'un juge de paix qui siège comme président et de deux assesseurs, l'un est choisi parmi les employeurs et l'autre parmi les salariés, nommés pour une durée de 5 ans renouvelable et choisis sur une liste de candidats élus présentée par les chambres professionnelles intéressés.
Le greffe du tribunal du travail est assuré par les greffiers de la justice de paix.